# Similosodus strandi
Similosodus strandi là một loài bọ cánh cứng trong họ Cerambycidae.